# Pablo Moreno
Pablo Taboada Moreno (Granada, 3 maggio 2002) è un calciatore spagnolo, attaccante dell'Osasuna B.

## Carriera

### Club
Il 27 luglio 2018 è entrato a far parte del club italiano  Juventus, dopo aver segnato più di 200 goal in 5 anni per la masia.
Ha debuttato Serie C con la Juventus U23 il 18 novembre 2018 nella partita contro Il Pontedera in una sostituzione al 90º minuto al posto di Alessandro Di Pardo. 
Ha fatto la sua prima apparizione in panchina per la prima squadra il 17 marzo 2019 nella partita di Serie A contro il Genoa.

### Nazionale
Ha giocato nelle nazionali giovanili spagnole Under-16, Under-17 ed Under-18.

## Statistiche

### Presenze e reti nei club
Statistiche aggiornate al 12 ottobre 2024.
| Stagione            | Squadra             | Campionato          | Campionato | Campionato | Coppe nazionali | Coppe nazionali | Coppe nazionali | Coppe continentali | Coppe continentali | Coppe continentali | Altre coppe | Altre coppe | Altre coppe | Totale | Totale |
| Stagione            | Squadra             | Comp                | Pres       | Reti       | Comp            | Pres            | Reti            | Comp               | Pres               | Reti               | Comp        | Pres        | Reti        | Pres   | Reti   |
| ------------------- | ------------------- | ------------------- | ---------- | ---------- | --------------- | --------------- | --------------- | ------------------ | ------------------ | ------------------ | ----------- | ----------- | ----------- | ------ | ------ |
| 2018-2019           | Juventus U23        | C                   | 1          | 0          | CI-C            | 0               | 0               | -                  | -                  | -                  | -           | -           | -           | 1      | 0      |
| 2019-2020           | Juventus U23        | C                   | 0          | 0          | CI-C            | 0               | 0               | -                  | -                  | -                  | -           | -           | -           | 0      | 0      |
| Totale Juventus U23 | Totale Juventus U23 | Totale Juventus U23 | 1          | 0          |                 | 0               | 0               |                    | -                  | -                  |             | -           | -           | 1      | 0      |
| 2020-2021           | Girona              | SD                  | 26+1       | 2          | CR              | 2               | 0               | -                  | -                  | -                  | -           | -           | -           | 29     | 2      |
| 2021-2022           | Girona              | SD                  | 16+1       | 1          | CR              | 1               | 0               | -                  | -                  | -                  | -           | -           | -           | 18     | 1      |
| Totale Girona       | Totale Girona       | Totale Girona       | 42+2       | 3          |                 | 3               | 0               |                    | -                  | -                  |             | -           | -           | 47     | 3      |
| 2022-2023           | Marítimo            | PL                  | 19         | 0          | CP+CdL          | 0+3             | 0               | -                  | -                  | -                  | -           | -           | -           | 22     | 0      |
| 2023-2024           | FC Andorra          | SD                  | 10         | 0          | CR              | 1               | 0               | -                  | -                  | -                  | -           | -           | -           | 11     | 0      |
| 2024-2025           | Osasuna B           | PF                  | 6          | 1          | -               | -               | -               | -                  | -                  | -                  | -           | -           | -           | 6      | 1      |
| Totale carriera     | Totale carriera     | Totale carriera     | 78+1       | 4          |                 | 7               | 0               |                    | -                  | -                  |             | -           | -           | 87     | 4      |